# Gangara, Maradi
Gangara este o comună rurală din departamentul Aguie, regiunea Maradi, Niger, cu o populație de 29.255 de locuitori (2001).